# Guardistallo
Guardistallo er en kommune i Provins Pisa i den italienske region Toscana, som ligger omkring 70 kilometer sydvest fra Firenze og omkring 50 kilometer sydøst fra Pisa.

## External links
- Officiel hjemmeside

1. ↑  demo.istat.it (fra Wikidata).